# Финале Лигуре
Фина̀ле Лѝгуре (на италиански: Finale Ligure; на лигурски: Finâ, Фина) е пристанищен град и община в Северна Италия, провинция Савона, регион Лигурия. Разположен е на брега на Лигурско море, на лигурското Западно крайбрежие. Населението на общината е 11 706 души (към 2011 г.).